# Прасец
Прасецът (на латински: sura) е задната част на подбедрицата. Той включва триглавия подбедрен мускул, който се захваща към петата, чрез ахилесовото сухожилие. Според някои автори, липсата на прасец (недоразвит мускул на прасеца) се разглежда като знак за малоценност: добре известно е, че маймуните нямат никакви прасци и още по-малко имат такива по-ниските нива при бозайниците.

## Заболявания
- дълбока венозна тромбоза[2]
- скъсване на ахилесовото сухожилие
- разширени вени
- схващане на прасеца (крампа)[3]